# Louville-la-Chenard
Louville-la-Chenard è un comune francese di 290 abitanti situato nel dipartimento dell'Eure-et-Loir nella regione del Centro-Valle della Loira.

## Società

### Evoluzione demografica
Abitanti censiti